# Middlebackita
La middlebackita és un mineral de la classe de les substàncies orgàniques. Rep el seu nom de la serralada Middleback, a Austràlia, a on es troba la seva localitat tipus.

## Característiques
La middlebackita és un compost orgànic de fórmula química Cu₂C₂O₄(OH)₂. Va ser aprovada com a espècie vàlida per l'Associació Mineralògica Internacional l'any 2016. Cristal·litza en el sistema monoclínic. És un mineral comparable a la moolooïta, l'antipinita i la wheatleyita.

## Formació i jaciments
Va ser descoberta a la pedrera a cel obert d'Iron Monarch, a la serralada Middleback, a la península d'Eyre (Austràlia Meridional, Austràlia). Es tracta de l'únic indret on ha estat trobada aquesta espècie mineral.